# Territoriale Veränderungen des Kantons Schaffhausen im 18., 19. und 20. Jahrhundert

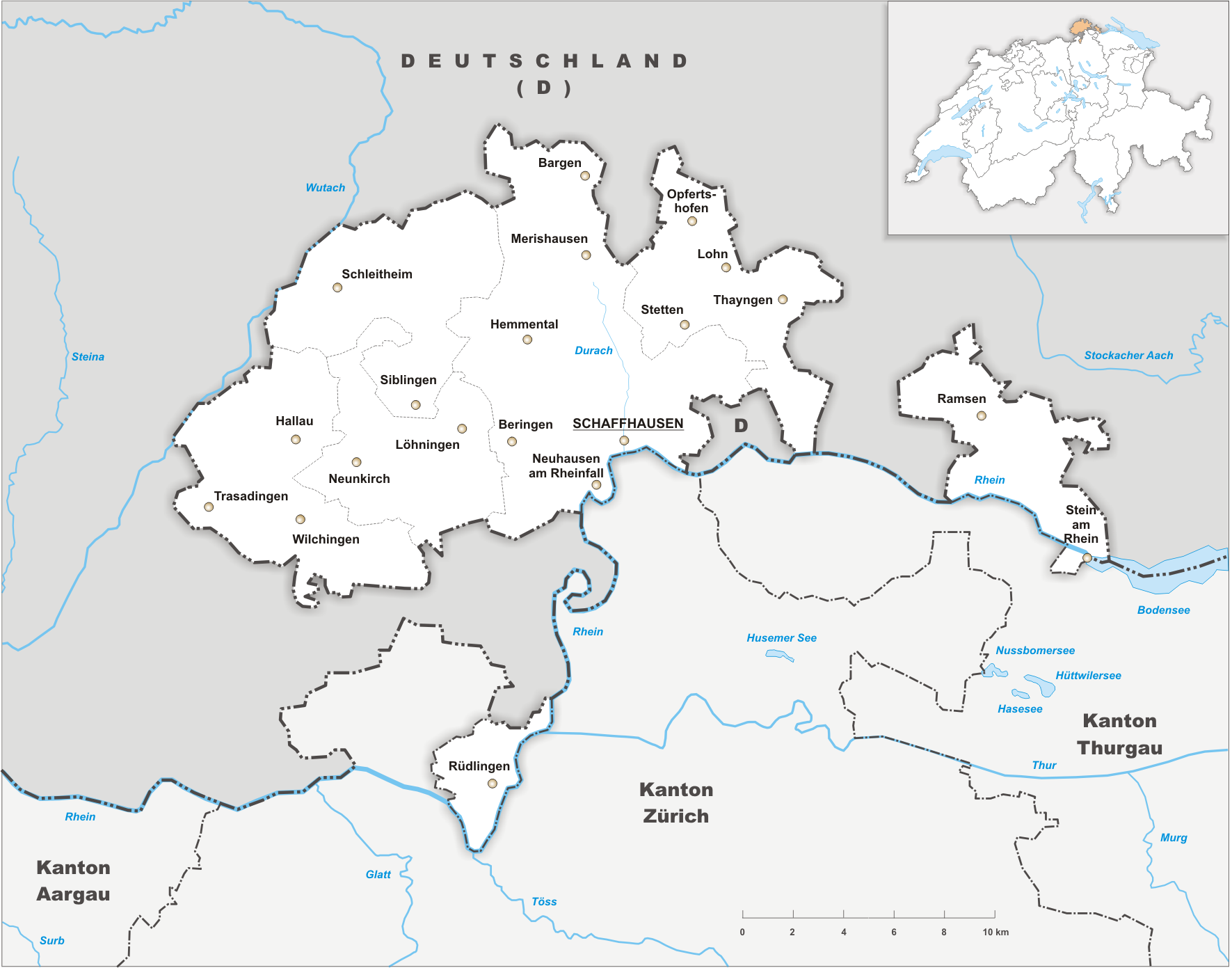
Die Grenzen des Kantons Schaffhausen

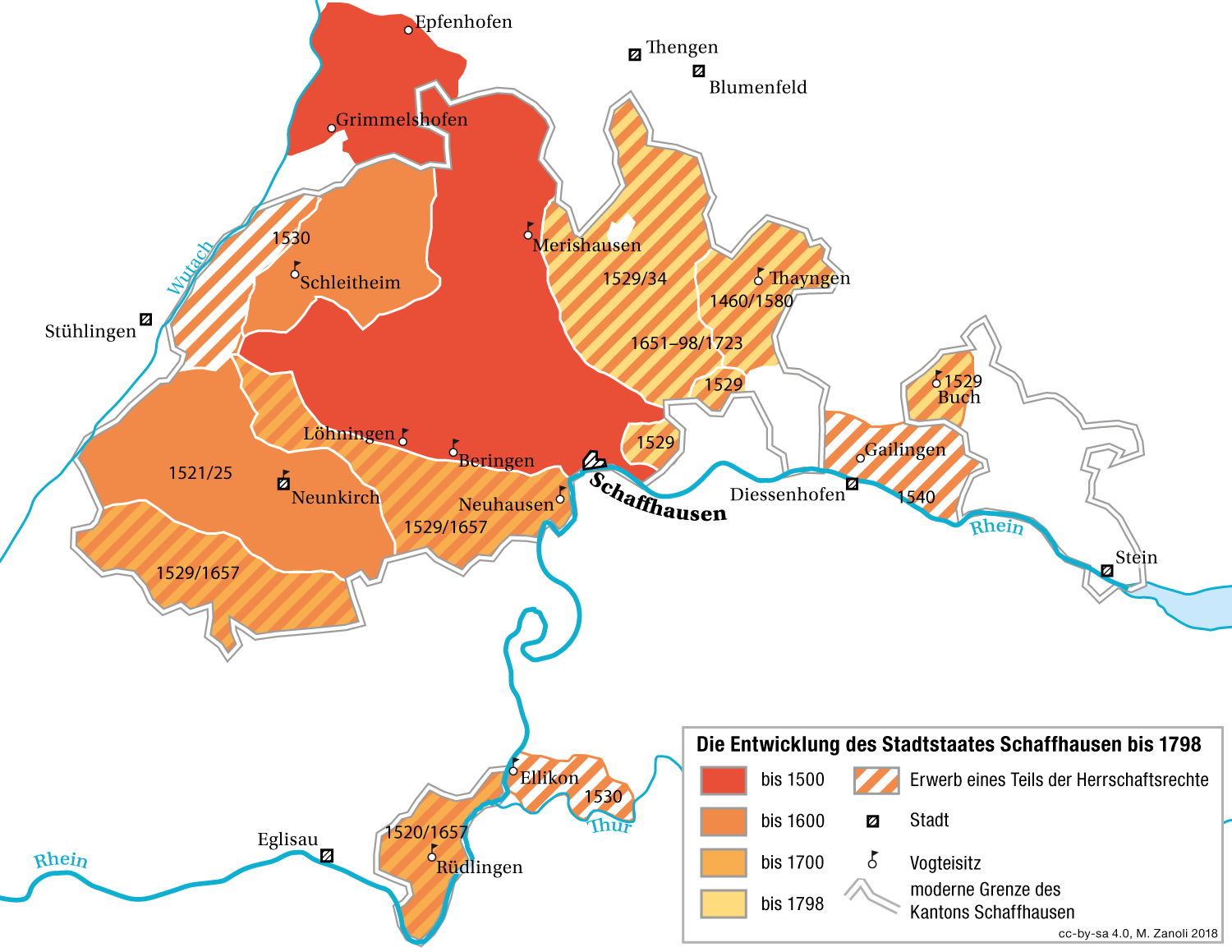
Entwicklung des Stadtstaates Schaffhausen bis 1798

Der Kanton Schaffhausen weist wohl den kompliziertesten Verlauf der Landesgrenze aller Kantone der Schweiz auf. Er grenzt heute auf 151,8 km (inklusive der Enklave Büsingen) an die Bundesrepublik Deutschland. Die Grenzlinie hält sich meist nicht an die natürliche Geländebeschaffenheit wie Flüsse oder Wasserscheiden, sondern entstand über die Jahrhunderte durch Zukäufe des Stadtstaates Schaffhausen. Im  18., 19. und 20. Jahrhundert erfolgten etliche territoriale Veränderungen zur Vereinfachung des Grenzverlaufs. Die Verbindung der drei Kantonsteile und die Einverleibung der Enklave Büsingen scheiterten jedoch am Wiener Kongress.

## Stadtstaat Schaffhausen

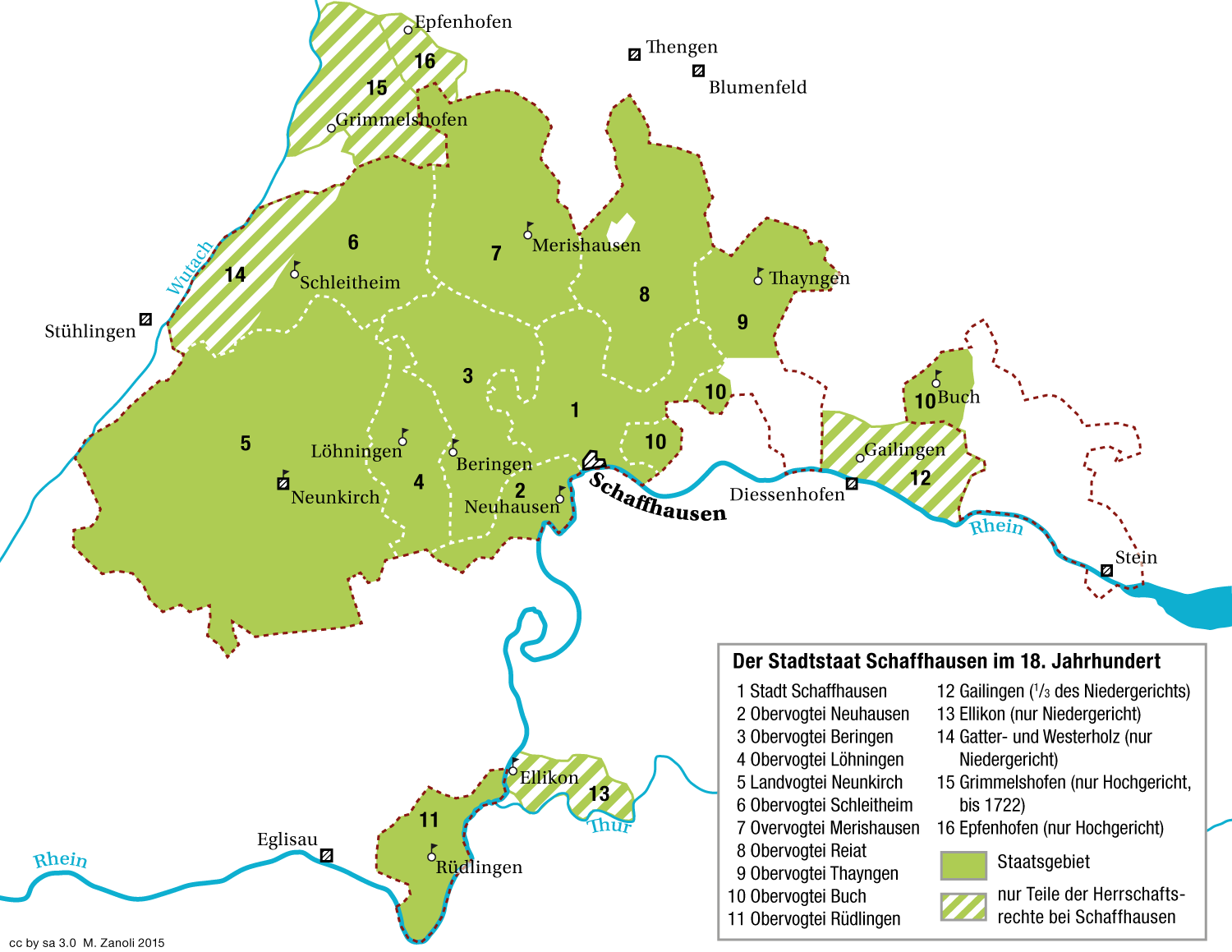
Karte der Verwaltung der Landschaft durch die Stadt Schaffhausen im 18. Jahrhundert

Die Siedlung Schaffhausen erhielt 1045 das Stadtrecht. 1190 wurde die Stadt unter Kaiser Heinrich VI. reichsunmittelbar bis 1648. In den folgenden Jahrhunderten vergrösserte die Stadt ihr Hoheitsgebiet durch Landkäufe und Landtausch. In Schaffhausen erwarben die Grafen von Sulz 1474 das Haus „zur Tanne“ und 1506 das Haus „zum roten Bären“. 1613 verkaufte Graf Johann Ludwig von Sulz den südlichsten Teil des alten Klettgaus, das Rafzerfeld 1651 an die Stadt Zürich. Im Jahr 1656 wurde der nordöstliche Teil der Landgrafschaft Klettgau an die Stadt Schaffhausen verkauft.
Im Jahre 1798, beim Wechsel vom Stadtstaat Schaffhausen zum Kanton Schaffhausen innerhalb der Helvetischen Republik, herrschte die Stadt über die zehn folgenden Vogteien auf dem Lande:
- Epfenhofen unterstand direkt der Stadt Schaffhausen
- Obervogtei Reiat
- Obervogtei Schleitheim
- Obervogtei Löhningen
- Obervogtei Beringen
- Obervogtei Merishausen
- Obervogtei Neuhausen am Rheinfall
- Obervogtei Neunkirch
- Obervogtei Buch
- Obervogtei Thayngen
- Obervogtei Rüdlingen-Buchberg

## Helvetische Republik

### Stein am Rhein, Hemishofen und Ramsen kommen zum Kanton Schaffhausen

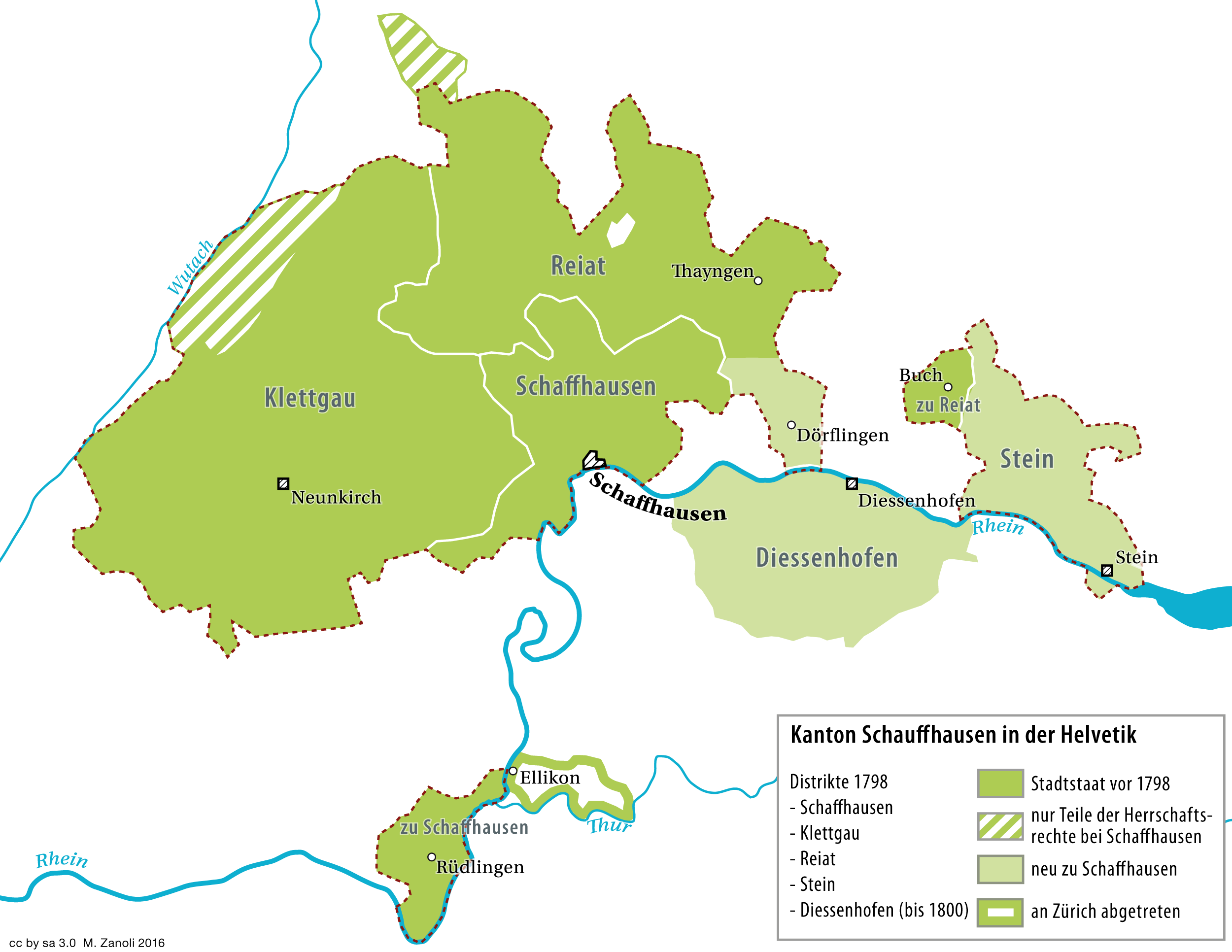
Der Kanton Schaffhausen in der Helvetischen Republik 1798–1803

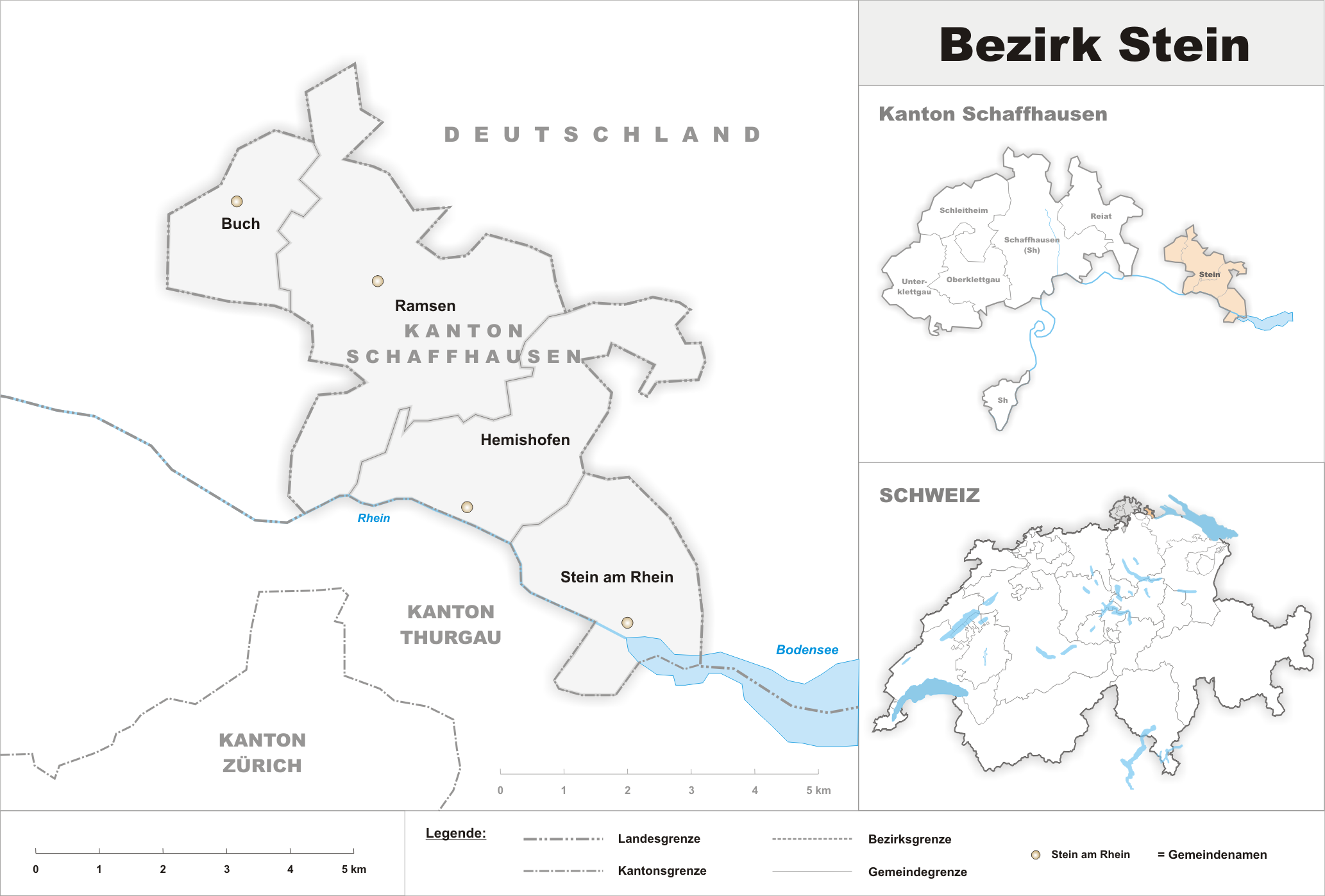
Der Bezirk Stein am Rhein.

Ursprünglich gehörte im sogenannten Oberen Kantonsteil nur das Dörfchen Buch als Vogtei zum Stadtstaat Schaffhausen. 1459 verbündete sich die Stadt Stein am Rhein mit Zürich und Schaffhausen, kam aber bald gänzlich unter die Schirmhoheit von Zürich. Das rechtsrheinisch gelegene Dorf Hemishofen zählte damals zum kleinen Steiner Territorium. Die Zugehörigkeit zu Zürich endete auf Befehl von Napoleon per Dekret der Helvetischen Republik vom 26. Mai 1798. Der Steiner Zipfel wurde dem neu gegründeten Kanton Schaffhausen angeschlossen. Zwar versuchte Stein, 1802 zum Kanton Zürich zurückzukehren, musste aber schliesslich mit der Inkraftsetzung der Mediationsverfassung 1803 seine Zugehörigkeit zu Schaffhausen akzeptieren.

### Tausch von Dörflingen gegen Ellikon am Rhein
Durch Dekret der helvetischen Räte vom 24. Juli 1798 wurde gegen den Willen der Bevölkerung das ehemalige zürcherische Dörflingen dem Kanton Schaffhausen angeschlossen, dies im Tausch gegen das Dörfchen Ellikon am Rhein. Damit war die territoriale Entwicklung des Kantons Schaffhausen abgeschlossen.

### Bezirk Diessenhofen

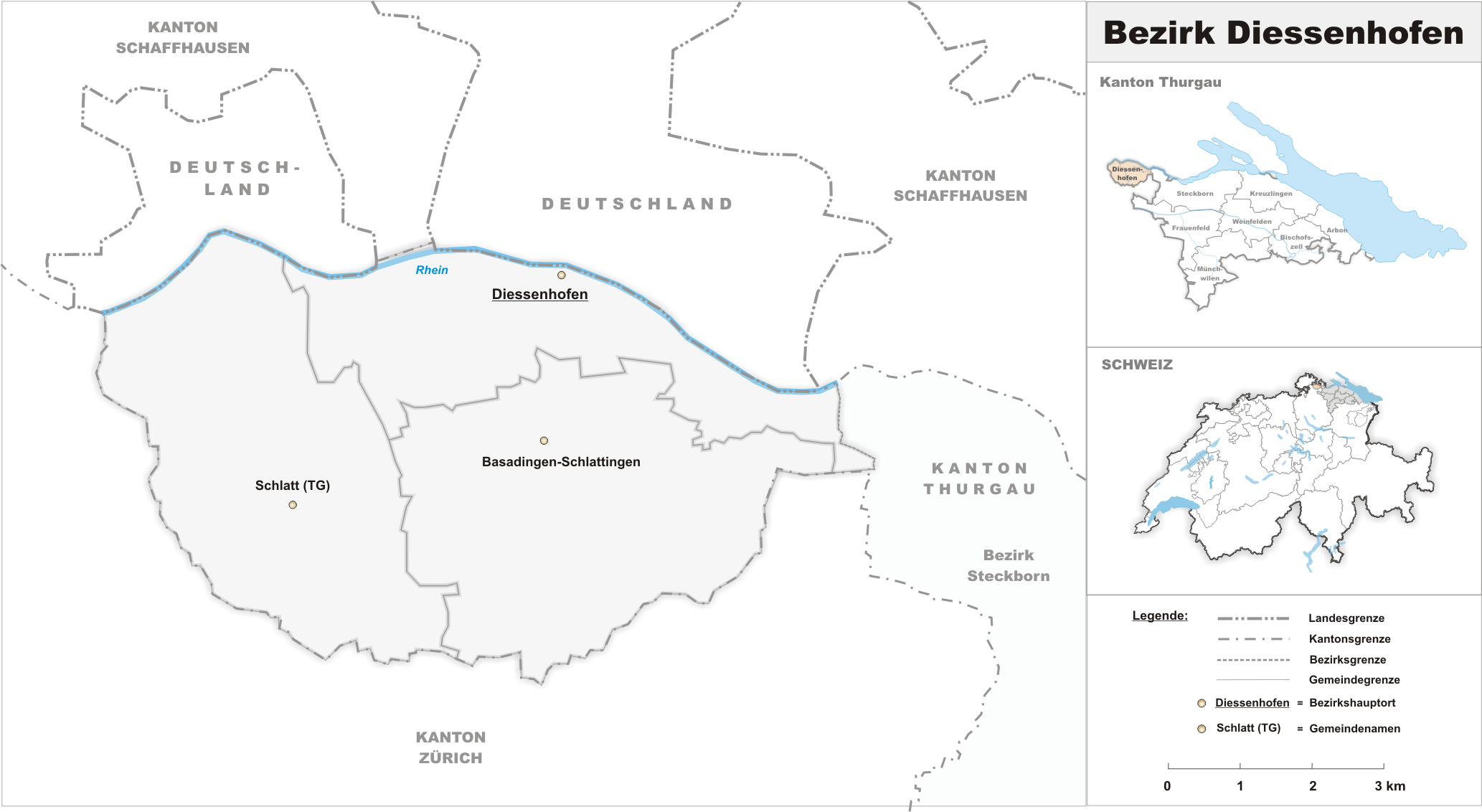
Der Bezirk Diessenhofen.

Dem Kanton Schaffhausen wurde am 5. Mai 1798 von den Helvetischen Räten das linksrheinische Städtchen Diessenhofen mit den umliegenden Dörfern Schlatt, Schlattingen, Basadingen und Willisdorf vorläufig zugeteilt. Zu dieser Zeit war der Rhein noch der wichtigste Verkehrsweg. Diessenhofen war verkehrstechnisch und von der Mentalität her näher bei Schaffhausen als bei Frauenfeld oder Zürich. Schaffhausen wurde 1800 durch österreichische Truppen besetzt. Dies verhinderte vorübergehend den Verkehr mit den helvetischen Behörden und führte am 6. Juni 1800 dazu, dass der Bezirk Diessenhofen endgültig dem Kanton Thurgau eingegliedert wurde. Auch im 21. Jahrhundert ist Diessenhofen wirtschaftlich und kulturell mehr nach Schaffhausen als nach Frauenfeld ausgerichtet. Die 1894 eröffnete Eisenbahnlinie Schaffhausen-Stein am Rhein trug das ihrige dazu bei. Diessenhofen gehört heute zur Agglomeration Schaffhausen.

## Wiener Kongress

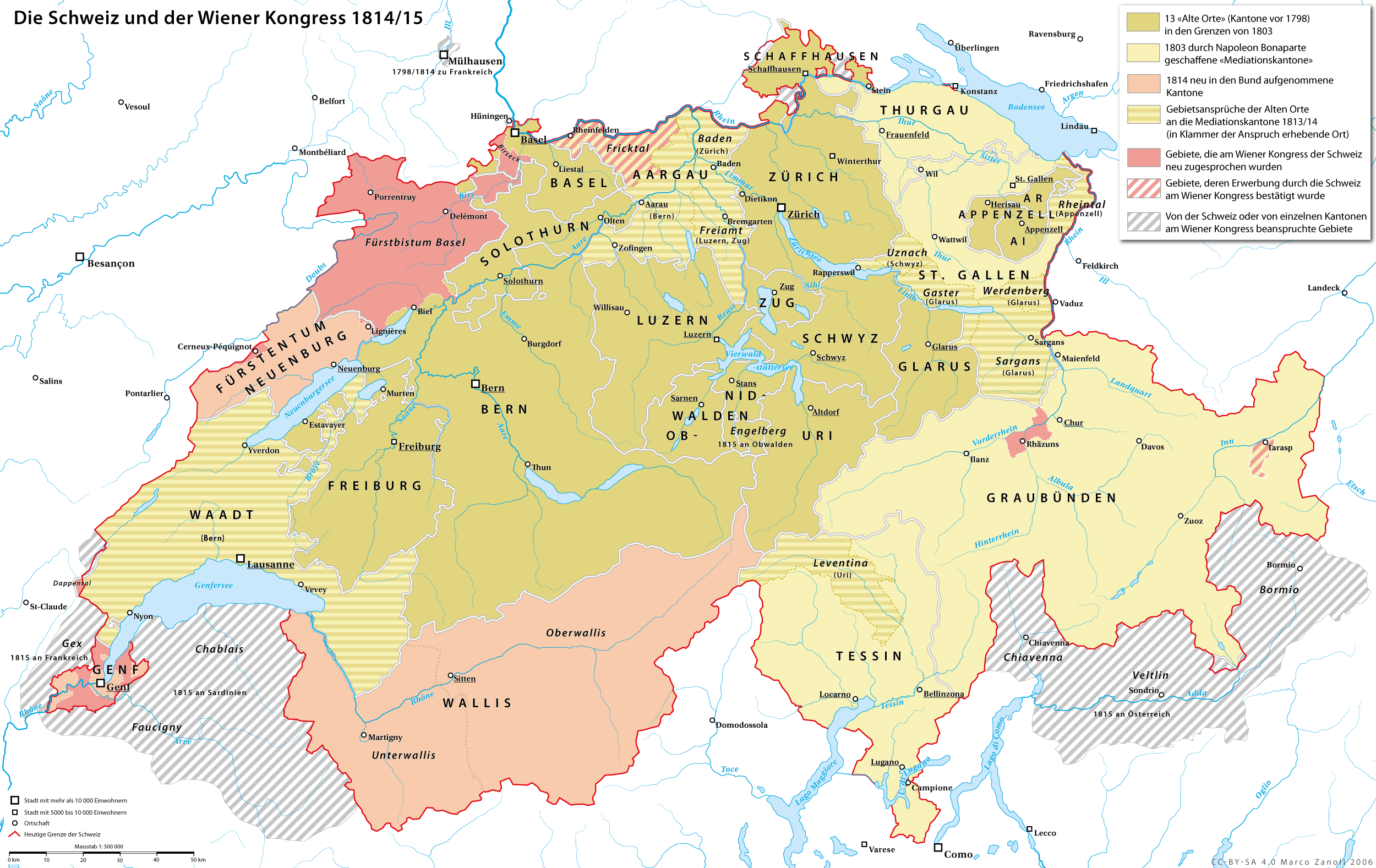
Die Grenzbereinigungen durch den Wiener Kongress.

Nach den napoleonischen Wirren wurden am Wiener Kongress von 1814/1815 die Grenzen in Europa neu gezogen. Nie standen die Zeichen besser, um die Schaffhauser Grenzen abzurunden und die drei Kantonsteile zu verbinden. Die massgebenden europäischen Staatsmänner waren nicht abgeneigt, das Hoheitsgebiet der Eidgenossenschaft zu vergrössern, um einen kräftigen Pufferstaat im Herzen Europas zu schaffen. Innere Streitigkeiten verhinderten, dass die Schweiz am Kongress mit der nötigen Geschlossenheit auftrat. Der Genfer Diplomat Charles Pictet de Rochemont sorgte dafür, dass der Kanton Genf ein zusammenhängendes Territorium und eine Landverbindung zum Kanton Waadt erhielt. Bei den Anliegen von Schaffhausen versagte die Schweizer Delegation unter der Führung des Zürchers Hans von Reinhard vollständig. Auch die Schaffhauser Regierung liess den nötigen Nachdruck vermissen. Der für diese Aufgabe bestens geeignete Staatsmann und Diplomat David Stokar von Neuforn verstarb am 7. Juli 1814. So kam es, dass Büsingen weiter eine Enklave blieb. Auch wurde das Dorf Gailingen, welches die Landbrücke nach Stein am Rhein bilden sollte, nicht dem Kanton Schaffhausen zuerkannt. Die Anbindung des unteren Kantonsteils misslang ebenfalls, da die Gemeinden Jestetten und Lottstetten nicht dem Kanton Schaffhausen angeschlossen wurden.

## Grenzkorrektur Schleitheim

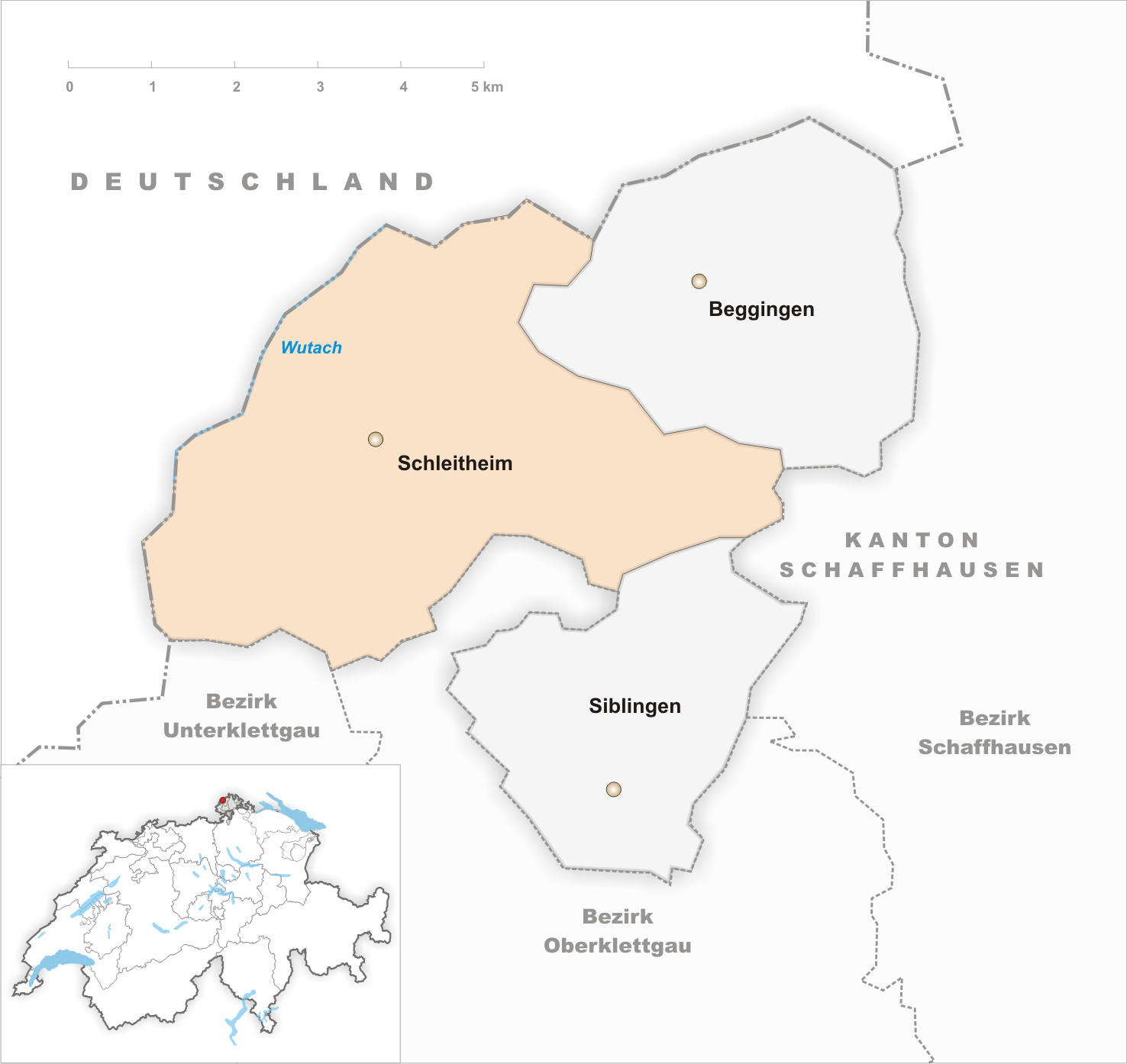
Schleitheim

Über das Gebiet Gatter- und Westerholz, unterhalb des Dorfes Schleitheim, besass der Kanton Schaffhausen nicht die volle Landeshoheit. Aus längst vergangenen Zeiten gab es dort noch immer die niedere Gerichtsbarkeit in Schaffhauser Besitz und die Hohe Justiz mit dem Jagdrecht, Befugnisse, die von den Grafen von Fürstenberg an das Grossherzogtum Baden übergegangen waren. Die 1134 Hektar grosse Landfläche gehörte den Schleitheimer Bauern. Im Volksmund wurde dieses Gebiet der ausländischen Hohen Justiz abgekürzt Hostiz genannt. Diese unübersichtlichen Besitzverhältnisse führten immer wieder zu teils bewaffneten Konflikten. Der Wunsch nach Veränderung kam im Kanton Schaffhausen 1832 auf. 1837 wurde mit den Verhandlungen zwischen der eidgenössischen Tagsatzung und dem Grossherzogtum Baden begonnen. Als Kompensationsobjekt bot Schaffhausen den Verzicht auf die Hoheitsrechte in Epfenhofen und ein etwa 50 Jucharten umfassendes Gebiet der Gemeinde Hallau entlang der Wutach an. Hallau wurde mit 1000 Gulden entschädigt. Dem Grossherzogtum Baden wurden nebst den Landflächen noch 8000 Gulden Entschädigung bezahlt. Am 2. März 1839 konnte der Staatsvertrag in Karlsruhe unterzeichnet werden. Heute bildet die Wutach die Landesgrenze.

## Grenzkorrekturen nach dem Zweiten Weltkrieg

### Grenzkorrekturen von 1967
Das erwähnte Ereignis war Auslöser für den Wunsch im Kanton Schaffhausen, an heiklen Stellen die Grenze zu korrigieren. Bereits im Mai 1945 wurde im Grossen Rat ein entsprechender Vorstoss eingereicht. Die Prioritäten lagen in Deutschland jedoch vorerst beim Wiederaufbau. Es brauchte von Schweizer Seite viel Beharrlichkeit und Ausdauer, um die Deutschen an den Verhandlungstisch zu bringen. Nach zähen Verhandlungen konnte schliesslich am 23. November 1964 das Vertragswerk in Freiburg i. Br. von den Unterhändlern unterzeichnet werden. Für die Ratifikation des Vertrages brauchten die Parlamente weitere drei Jahre. Am 4. Oktober 1967 konnte der Vertrag endlich in Kraft gesetzt werden.

#### Exklave Büsingen
Von deutscher Seite kam während der Verhandlungen der Wunsch auf, die deutsche Exklave Büsingen durch einen Landkorridor mit Deutschland zu verbinden. Dieses Vorhaben scheiterte am vehementen Widerstand auf Schweizer Seite.
Ein Abtausch stand bei Büsingen nie zur Diskussion, weil Menschen ihre Staatsbürgerschaft hätten verändern müssen und es unmöglich war, eine gleich grosse Ersatzfläche zu finden. Der ebenfalls am 23. November 1964 unterzeichnete und am 4. Oktober 1967 in Kraft gesetzte Staatsvertrag für Büsingen konnte nicht alle Nachteile der Enklave beheben, aber doch wesentlich mildern. Das Gebiet wurde in das Schweizer Zollgebiet einbezogen.

#### Abtausch Verenahof

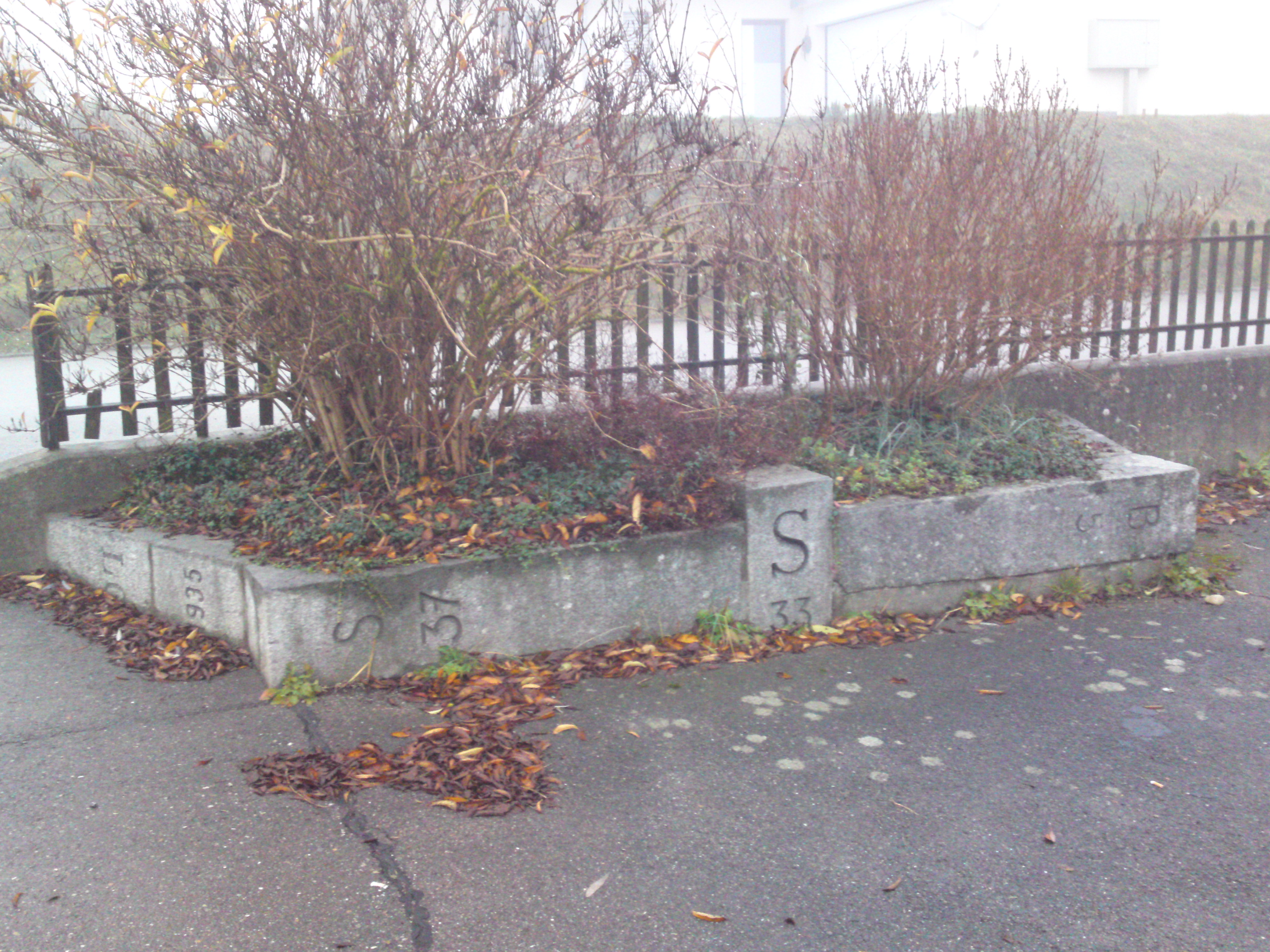
Ausgemusterte Grenzsteine vom Verenahof in Büttenhardt

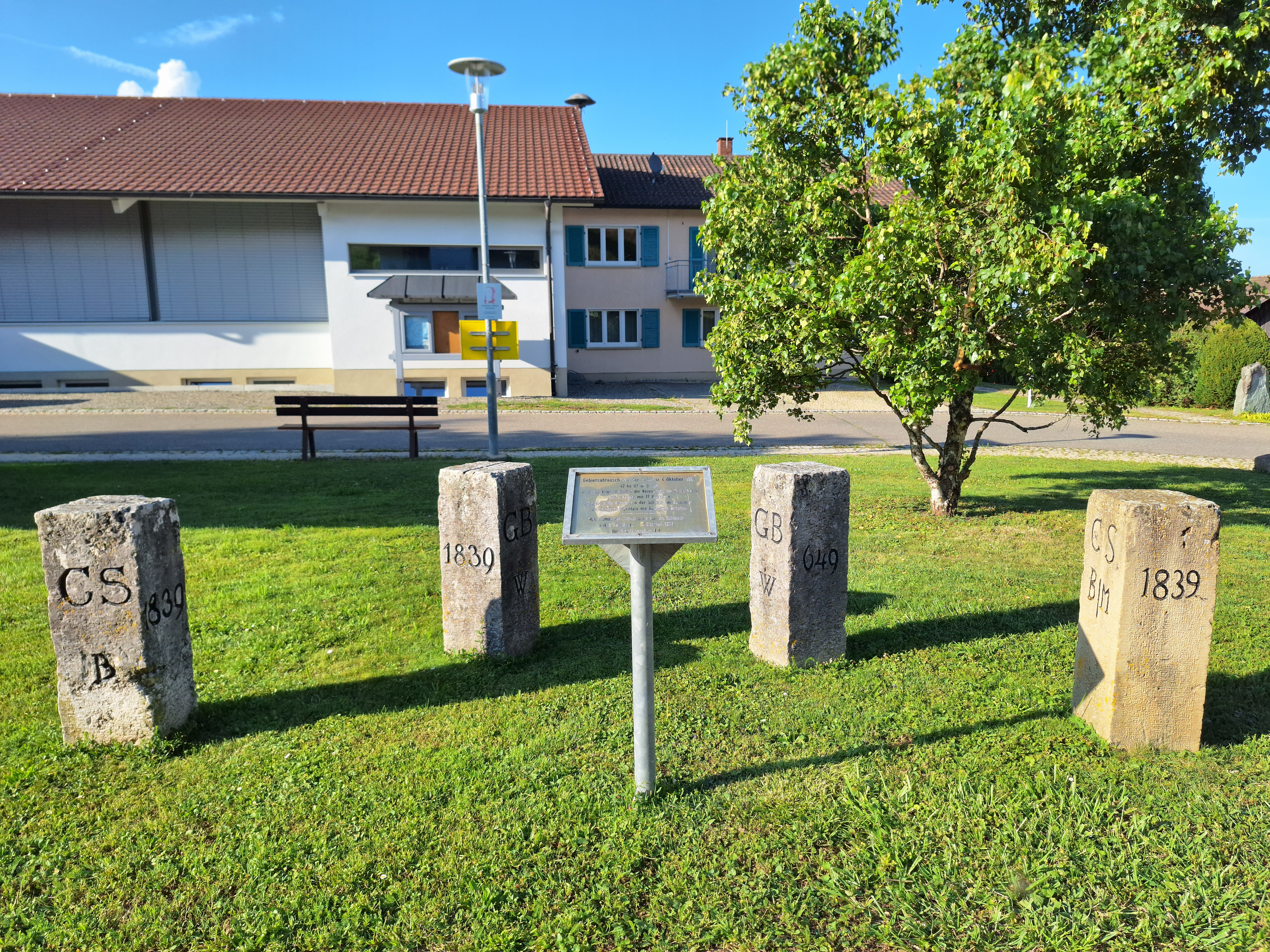
Ausgemusterte, durch Gebietstausch im Jahr 1967 überflüssig gewordene Grenzsteine von der ehemaligen „Hauptgrenze“ im Schlauch in Wiechs am Randen

Ein Hauptanliegen der Verhandlungen war es, die 43 Hektar grosse deutsche Exklave Verenahof in die Schweiz einzuverleiben. Die Ersatzfläche konnte nur im komplizierten Dreiecksaustausch über die Gemeinden Merishausen, Opfertshofen und Büttenhardt gefunden werden. Merishausen trat im Beisental 30 Hektar an die deutsche Gemeinde Wiechs am Randen ab, Opfertshofen brachte 9 Hektaren ein und den Rest von 4 Hektaren Büttenhardt.

#### Abtausch beim Schlauch
Ziel war es, die bestehende Strasse zwischen Merishausen und Bargen ganz auf Schweizer Gebiet zu verlegen. Gleichzeitig sollte sie zur damaligen Autostrasse N4 ausgebaut werden. Ein Austausch von 11,8 Hektar war dafür nötig. Die Gemeinde Merishausen trat als Kompensationsareal südlich der Wirtschaft „Zum Schlauch“ 1,9 Hektar ab, 3,1 Hektar gab Bargen vom nordöstlichen Gemeindegebiet an Wiechs ab und einen kleinen Landstreifen im Bereich der N4.

#### Zollamt Ramsen
Beim Zollamt Ramsen war die Abfertigung des wachsenden Verkehrs durch den Verlauf der Landesgrenze stark eingeengt. Durch das Abtreten einer Fläche von 50 Ar seitens der deutschen Gemeinde Rielasingen entstand eine Grenzziehung, die der schweizerischen Zollverwaltung die erforderliche bauliche Entwicklung ermöglichte.

#### Zollamt Neuhausen am Rheinfall
Beim Zollamt in Neuhausen am Rheinfall Richtung Jestetten wurden aus überwachungstechnischen Gründen 400 m2 Fläche ausgetauscht.

#### Wirtschaft „Zur Bleiche“ in Stein am Rhein
Bei der Wirtschaft „Zur Bleiche“ in Stein am Rhein bestand ein vielbelächeltes Kuriosum. Die Landesgrenze verlief durch das Oekonomiegebäude und zerschnitt die Gartenwirtschaft. Die Grenze wurde um 35 Meter in östlicher Richtung verschoben.

#### Höfe Oberwald und Unterwald
Eine weitere Grenzverbesserung im oberen Kantonsteil betraf die schweizerischen Höfe Oberwald und Unterwald. Der Grenzverlauf wurde auf einer Länge von 600 Metern einem Strassenstück angepasst. Die Gemeinde Hemishofen trat dafür ungefähr ein Hektar Gebietshoheit ab.

#### Brückenkopf an der Wutach
Nach der Grenzkorrektur von 1839 wurde am Grenzfluss Wutach nochmals eine Korrektur vorgenommen. Der Grenzverlauf war besonders kompliziert, weil die Grenze an mehreren Stellen den Fluss übersprang. Der Brückenkopf Oberwiesen lag ganz auf deutschem Hoheitsgebiet. Die Flussmitte wurde hier durchgehend als neue Landesgrenze angenommen und neu vermessen.